# 高執德
高執德（1896年—1955年8月31日），法號證光，是台灣彰化永靖出身的僧侶，也是臺灣白色恐怖的受難者之一。他曾任台南開元寺住持，並於日治時期和戰後皆致力推動僧伽教育，主張「在家佛教」，本人亦娶妻生子。

## 概要
明治29年（1896年），在彰化永靖出生。早年任職於台中州海豐崙公學校（彰化縣田尾鄉陸豐國小），後因母逝，出家於台南開元寺，後赴東京駒澤大學深造。昭和5年（1930年），畢業後回台，任台灣總督府文教局社會課社寺係囑託，昭和6年（1931年），兼南瀛佛教會教師，昭和10年（1935年），受開元寺得圓和尚之邀，任開元寺教師，從事僧伽教育。後又接受臨濟宗僧人東海宜誠之託，以南部巡教講師的身份，從事臨濟宗聯絡寺廟南部教務所主辦的巡迴演講。昭和11年（1936年），在開元寺創辦「佛教婦人會」，昭和18年（1943年），繼得圓和尚之後任開元寺住持。戰後，民國36年（1947年），被推為台灣佛教代表，參加在南京舉行的全國佛教大會。民國37年（1948年），在開元寺創辦「延平佛學院」，推動僧伽教育。民國41年（1952年），赴日養病，病癒後在駒澤大學講學，民國43年（1954年），5月回台，也迎請《大正藏》回台，安奉在台南慎德堂。
5月17日，正式在慎德堂舉行安藏典禮，當晚在慎德堂遭保密局人員逮捕。翌年以「連續藏匿叛徒」、「明知為匪諜而不告密檢舉」和「幫助藏匿犯人」的「罪名」遭處決。高執德被捲入白色恐怖，史稱「高執德事件」。根據國防部軍法局檔案顯示，高執德之遠房親戚高平儒表示因為反對三七五減租遭政府追緝正在逃亡，並拉攏高執德加入中國共產黨未果，之後高平儒引介李媽兜、楊仁壽等人入住開元寺，翁文禮與梁培鍈受中國共產黨臺南市工作委員會陳文山加入共產黨，後翁與梁欲採武裝反抗與陳文山意見不合而各行其事，翁文禮等人也曾留宿開元寺，高執德明知翁將組織遊擊隊當中共內應卻不阻止，反告以做事要狡兔3窟，因而被以知匪不報的罪名與翁文禮、梁培鍈同案，原係遭判無期徒刑，經總統蔣介石批示保安司令部復審後改判死刑，1955年8月31日與翁文禮、梁培鍈遭槍決於馬場町刑場。2013年，他被列名於北京西山無名英雄廣場，該廣場被建立以紀念在台灣被處決的「隱避戰線烈士」。

## 關連項目
- 佛教、台灣佛教、梁加升